# Le Chihuahua de Beverly Hills
Série
Le Chihuahua de Beverly Hills 2
(2011)
Pour plus de détails, voir Fiche technique et Distribution.
Le Chihuahua de Beverly Hills (Beverly Hills Chihuahua) est un film américain pour enfants réalisé par Raja Gosnell.
Une suite a été produite fin 2010, elle n'a pas été diffusée au cinéma en France et est donc directement sortie en DVD et BluRay le 7 février 2011.

## Synopsis
Vivian Ashe, une femme très riche de la luxueuse ville Beverly Hills, ayant une femelle chihuahua, Chloé, la laisse à sa nièce Rachel, car elle part en voyage d'affaires. Rachel décide de partir en vacances à Mexico avec ses amies, et emporte Chloé. Mais un soir quand elle va à une soirée, elle décide de la laisser dans la chambre d'hôtel. Chloé n'a qu'une idée en tête, les poursuivre pour ne pas rester seule. Mais malheureusement, après quelques minutes de trajet, elle se retrouve soudainement perdue en plein cœur de la ville de Mexico. Elle se fait enlever par des gitans qui organisent des combats de chiens. À ce fameux endroit, elle rencontre de gentils chiens, y compris le berger allemand Delgado, qui va l'aider à rentrer à Beverly Hills. Rachel va à la police pour signaler la disparition de la chienne, et veut rapidement la retrouver pour que Chloé ne se fasse pas voler son précieux collier orné de diamants...

## Fiche technique

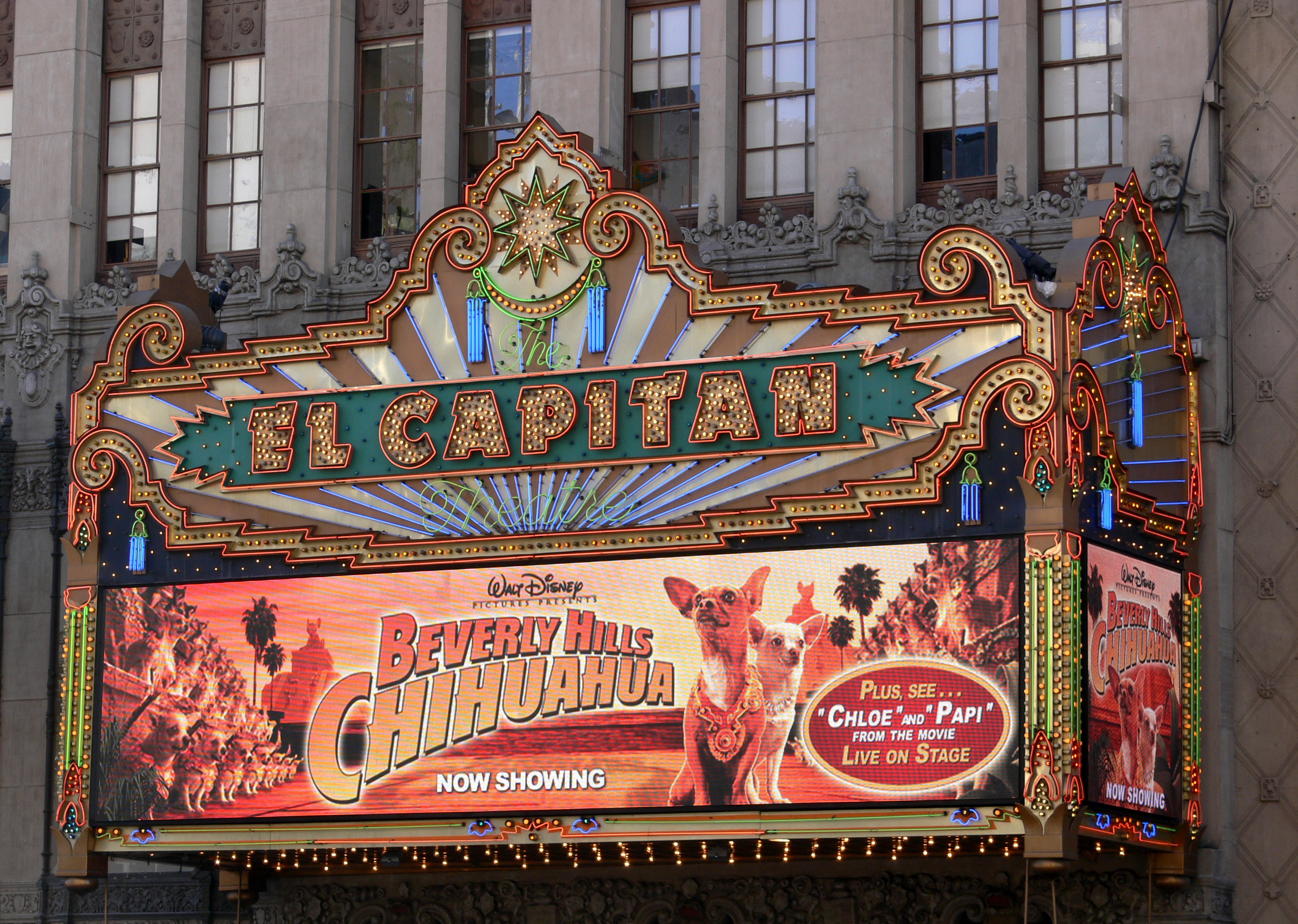
Affiche pour Le Chihuahua de Beverly Hills (2008) au El Capitan Theatre.

- Titre original : Beverly Hills Chihuahua
- Titre français : Le Chihuahua de Beverly Hills
- Réalisation : Raja Gosnell
- Scénario : Raja Gosnell
- Musique : Heitor Pereira
- Production : David Hoberman ; Todd Lieberman ; John Jacobs ; Ricardo Del Rio
- Société de production : Sabrina Plisco
- Budget : 20 millions de dollars
- Pays d'origine :  États-Unis
- Langue : Américain
- Genre : Aventure et comédie
- Durée : 91 minutes
- Date de sortie : USA : 3 Octobre 2008, France : 25 mars 2009

## Distribution

### Personnages humains

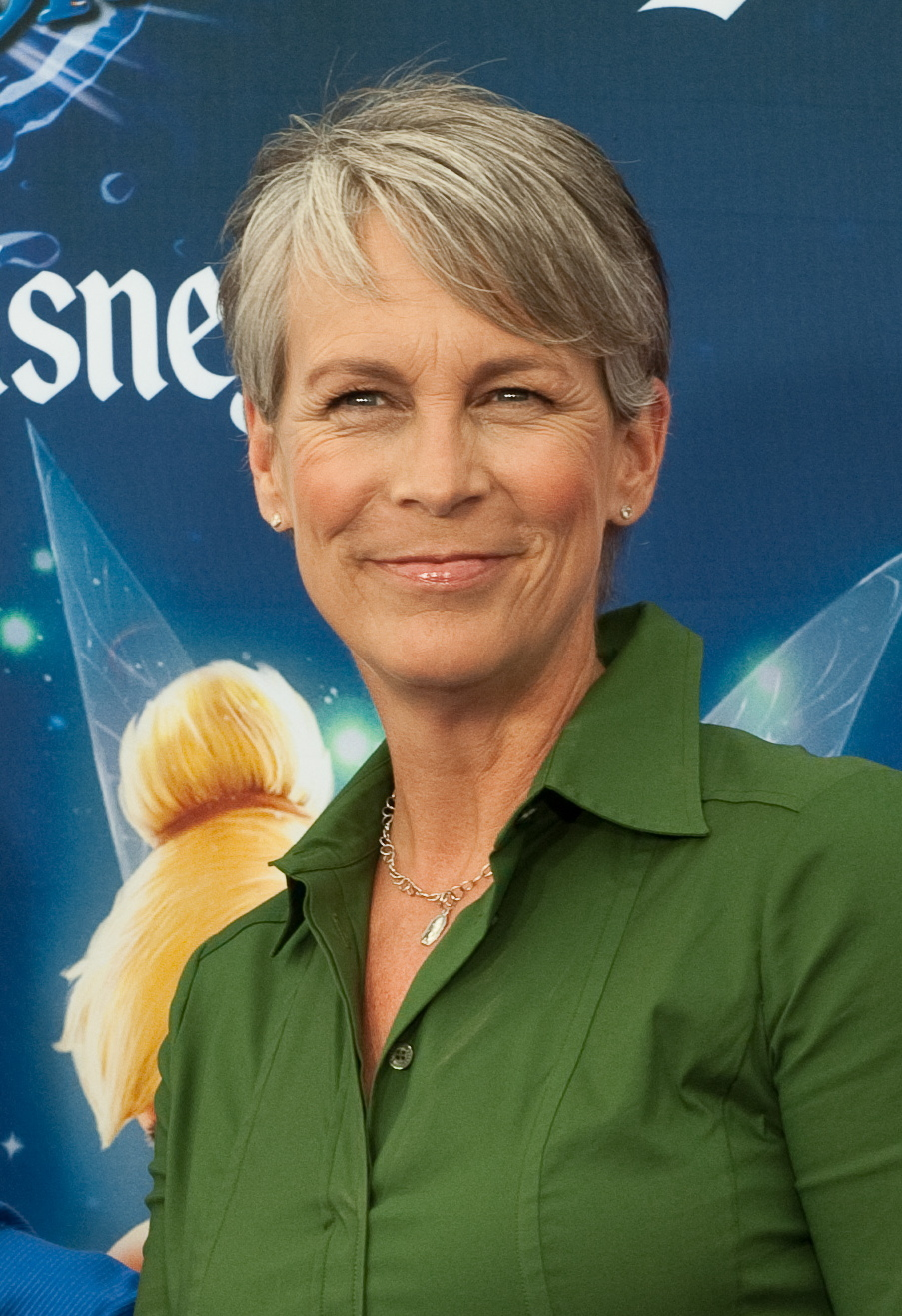
L'actrice Jamie Lee Curtis à la première de Disney's World of Color en 2010.

- Piper Perabo (V. F. : Laura Blanc ; V. Q. : Julie Burroughs) : Rachel Ashe Lynn
- Jamie Lee Curtis (V. F. : Véronique Augereau ; V. Q. : Madeleine Arsenault) : Tante Vivian
- Axel Alba : Pedro
- Manolo Cardona (V. F. : Emmanuel Garijo) : Sam Cortez
- Jose Maria Yazpik : Vasquez
- Maury Sterling : Rafferty
- Jesus Ochoa : l'officier Ramirez
- Ali Hillis : Angela
- Marguerite Moreau : Blair
- Nick Zano : Bryan
- Juan Carlos Martin : Armand
- Julie Claire : Claire
- Mike Faiola : Josh
- Eugenio Derbez : le gérant du magasin
- Omar Leyva : le ranger no 1
- Naomy Romo : le ranger no 2
- Jack Plotnick : le baby-sitter pour chien
- Carmen Vera : la femme de ménage
- Giovanna Acha : Guide du musée
- Fernando Manzano : Responsable
- Randall England : le majordome
- Brandon Keener : le serveur

### Voix des animaux
La version française a majoritairement été doublée par des membres du Jamel Comedy Club.
- George Lopez (VQ : Sylvain Hétu - VF : Yacine Belhousse) : Papi
- Drew Barrymore (VQ : Aline Pinsonneault - VF : Amelle Chahbi) : Chloé
- Eddie Piolín Sotelo (VF : Yacine Belhousse) : Rafa
- Andy García (VQ : Jean-Luc Montminy - VF : Fabrice Éboué) : Delgado
- Placido Domingo (VQ : Antoine Durand - VF : Thomas N'Gijol) : Montézuma
- Edward James Olmos (VQ : Manuel Tadros - VF : Frédéric Chau) : El Diablo
- Paul Rodriguez (VQ : Bernard Fortin - VF : Wahid Bouzidi) : Chico
- Cheech Marin (VQ : Alain Zouvi - VF : Jamel Debbouze) : Manuel
- Luis Guzmán (VQ : Thiéry Dubé - VF : Dédo) : Chucho
- Loretta Devine (VQ : Viviane Pacal - VF : Blanche Gardin) : Delta
- Leslie Mann (VF : Claudia Tagbo) : Bimini

## Suite
Compte tenu du succès rencontré par cette aventure, une suite a été tournée sous le titre Le Chihuahua de Beverly Hills 2.
Le 18 septembre 2012, un 3e volet sort aux États-Unis.